# بلاك (ميزوري)
بلاك (بالإنجليزية: Black)‏ هي إحدى المجتمعات الفردية (غير مصنفة) في ولاية ميزوري في الولايات المتحدة الأمريكية.